# Calamus pennatula
Calamus pennatula е вид бодлоперка от семейство Sparidae. Видът не е застрашен от изчезване.

## Разпространение и местообитание
Разпространен е в Американски Вирджински острови, Ангуила, Антигуа и Барбуда, Аруба, Барбадос, Бахамски острови, Белиз, Бонер, Бразилия, Британски Вирджински острови, Венецуела, Гваделупа, Гватемала, Гвиана, Гренада, Доминика, Доминиканска република, Екваториална Гвинея, Колумбия, Коста Рика, Куба, Кюрасао, Мартиника, Мексико, Никарагуа, Панама, Пуерто Рико, Саба, Свети Мартин, Сейнт Винсент и Гренадини, Сейнт Китс и Невис, Сейнт Лусия, Сен Бартелми, Сен Естатиус, Синт Мартен, Суринам, Тринидад и Тобаго, Търкс и Кайкос, Френска Гвиана, Хаити, Хондурас и Ямайка.
Среща се на дълбочина от 2 до 49 m, при температура на водата около 27,5 °C и соленост 36,2 ‰.

## Описание
На дължина достигат до 37 cm.